# 武汉机场

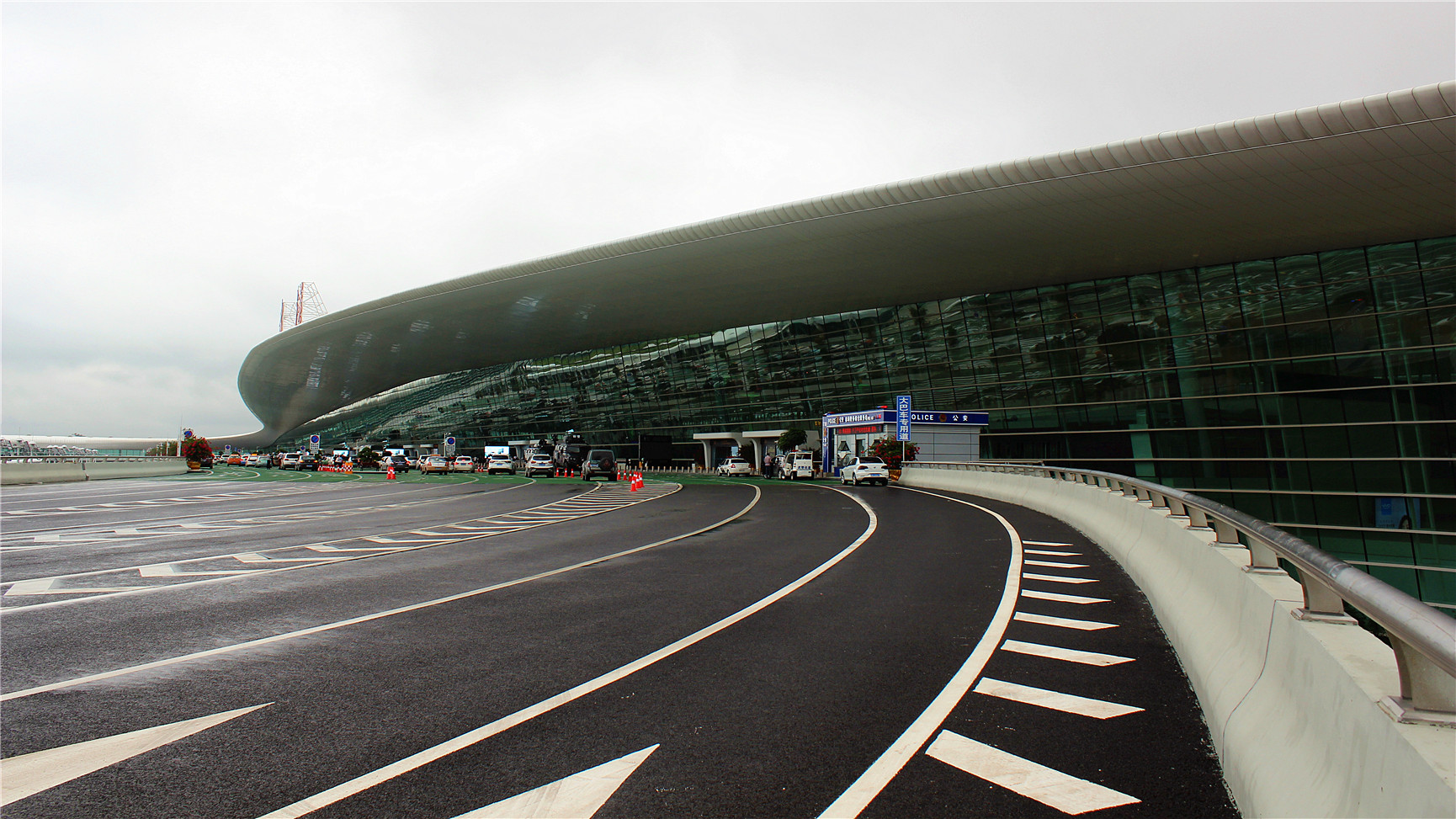
天河机场3号航站楼

武汉目前有1座主要商用机场即武漢天河国际机场，历史上在汉口和武昌分别有2座：

## 主要机场
- 武漢天河国际机场
  - IATA代码：；ICAO代码：；主要国际机场，目前中国大陆最繁忙的民用机场之一。

### 历史
- 武漢王家墩机场
  - IATA代码：；ICAO代码：；建造於1938年以前，原為軍民二用機場，也称“空军漢口機場”，2007年停止使用。
- 武漢南湖机场
  - IATA代码：；ICAO代码：；始建於1936年3月，原為中華民國國民政府的軍用機場，中華人民共和國成立后改為民用，1995年停止使用。[1]

## 通用机场
- 武汉汉南通用机场：2017年建成开始使用，为应急救援、商务包机、空中巡查等通用飞机提供服务。
- 武汉蔡甸通用机场（英语：Wuhan Caidian General Airport）：武汉市蔡甸区目前在建的另外一座通用机场。

## 军用机场
- 阳逻机场：1997年开始兴建，2007年启动，替代于同年停用的王家墩机场[2]。
- 江夏山坡机场